# Dryopsophus callistus
Espèce
Synonymes
- Litoria callista Kraus, 2013

Dryopsophus callistus est une espèce d'amphibiens de la famille des Pelodryadidae.

## Répartition
Cette espèce est endémique de la province nord (ou d'Oro) en Papouasie-Nouvelle-Guinée. Elle se rencontre à 220 m d'altitude sur le versant Sud du mont Trafalgar.

## Publication originale
- Kraus, 2013 : A new treefrog of the Litoria gracilenta group (Hylidae) from Papua New Guinea. Proceedings of the Biological Society of Washington, vol. 126, no 2, p. 151–160.